# Deutsche Konservative Partei (1945–1946)
Die Deutsche Konservative Partei war eine rechtskonservative Partei in Deutschland.
Die Parteigründung erfolgte im Oktober 1945 durch frühere Abgeordnete der DNVP. Schwerpunkt der Tätigkeit war Schleswig-Holstein, wo insbesondere Egger Rasmuß und Hermann Mertens für die Gründung der Partei warben. Später waren daneben auch Eldor Borck und Otto Schmidt-Hannover in der Parteispitze aktiv.
Inhaltlich wandte die Partei sich gegen die Entnazifizierung und Demontage und trat für die Rechte ehemaliger NSDAP-Mitglieder und Soldaten ein.
Am 22. März 1946 fusionierte sie in Essen mit der Deutschen Aufbaupartei (DAP) zu einer neuen Partei mit dem späteren Namen Deutsche Konservative Partei – Deutsche Rechtspartei. Da deren Landesverbände auch unter abweichenden Namen auftreten durften, fand der Name der DKP zeitweise noch weitere Verwendung.